# Villamanta
Villamanta é um município da Espanha na província e comunidade autónoma de Madrid, de área 62,83 km² com população de 1852 habitantes (2004) e densidade populacional de 29,48 hab/km².

## Demografia
| Variação demográfica do município entre 1991 e 2004 | Variação demográfica do município entre 1991 e 2004 | Variação demográfica do município entre 1991 e 2004 | Variação demográfica do município entre 1991 e 2004 |
| --------------------------------------------------- | --------------------------------------------------- | --------------------------------------------------- | --------------------------------------------------- |
| 1991                                                | 1996                                                | 2001                                                | 2004                                                |
| 1205                                                | 1499                                                | 1846                                                | 1852                                                |